# Julián Malatesta
Julián Malatesta (Miranda, Cauca, 1955) es un poeta, ensayista y crítico literario de Colombia, cuyo nombre original es Juan Julián Jiménez Pimentel.
Licenciado en literatura de la Universidad del Valle donde ha ejercido como profesor titular durante los últimos años. Su obra poética y ensayística abre una perspectiva de vanguardia y renovación profunda en el contexto de la moderna literatura colombiana, desde la lucidez conceptual y la riqueza imaginativa del lenguaje. Textos y poemas suyos han sido recogidos en diferentes antologías nacionales y del exterior así como traducidos al inglés y francés.

## Obras
- Hojas de trébol (1985)
- Alguien habita la memoria (Universidad del Valle, 1995)
- Presencia de la poesía china y japonesa en algunos poetas latinoamericanos (Ensayo, 1997)
- Poéticas del desastre, aproximación crítica a la poesía del Valle del Cauca en el siglo XX (2000-2003)
- La cárcel de Babel (Univalle, 2002)
- Cenizas en el cielo (2004)
- La ciudad revelada (Ensayo, 2005)
- Selección poética (Poetry International, 2006)
- El mecanógrafo del parque (2007)
- La imagen poética (Ensayo, Escuela de estudios literarios, Univalle, 2007)

## Premios
- Premio nacional Jorge Isaacs, 1997
- Beca del Fondo Mixto para la Promoción de la Cultura y las Artes del Valle del Cauca, 2000